# Anthrenus flavidus
Anthrenus flavidus es una especie de escarabajo de piel del género Anthrenus, categorizada en la tribu Anthrenini, de la subfamilia Megatominae. Mide aproximadamente 1,3-3,4 mm de longitud.
| Rango de variación de color presente en los escarabajos hembra |  |
|                                                                |  |

## Distribución
Se distribuye por Afganistán, Cáucaso, Norte de China, Kazajistán, Kirguistán, Tayikistán, Turkmenistán y Uzbekistán. Introducida en Polonia.

## Taxonomía
Fue descrita por Solskij en 1876.